# 三浦克之
三浦 克之（みうら かつゆき、1953年（昭和28年）8月15日 - ）は、日本の生物学者、医師。大阪市立大学名誉教授、日本薬理学会評議員。

## 人物
大阪市立大学大学院医学研究科修了後、1985年大阪市立大学医学部薬理学教室助手に着任。
1990年に大阪市立大学医学部薬理学教室講師に昇格。体液性因子の体循環が専門で、ノーベル生理学・医学賞を受賞した山中伸弥が同大の大阪市立大学の博士課程に入学してきた際の指導教官を務め、「麻酔イヌにおける血小板活性化因子の降圧機序」の研究の指導をした。
1996年大阪市立大学医学部薬理学教室助教授に昇格。同年薬理学教室の助手に着任した山中伸弥の研究の激励をした。
2001年から大阪市立大学大学院医学研究科教授(薬効安全性学)を務める。日本薬理学会評議員。

## 経歴
- 1979年（昭和 54 年） 3 月    大阪市立大学医学部卒業
- 1983年（昭和 58 年） 3 月    大阪市立大学大学院医学研究科博士課程修了、医学博士
- 1983年（昭和 58 年） 4 月    大阪市立大学医学研究科研究生
- 1983年（昭和 58 年） 5 月    スミス・クライン・アンド・フレンチ（現グラクソ・スミスクライン）研究所 研究員
- 1985年（昭和 60 年）10 月    大阪市立大学医学部助手（薬理学教室）
- 1990年（平成 2 年）  4 月    大阪市立大学医学部講師（薬理学教室）
- 1996年（平成 8 年） 10 月    大阪市立大学医学部助教授（薬理学教室）
- 2001年（平成 13 年） 4 月    大阪市立大学大学院医学研究科助教授（薬効安全性学）
- 2001年（平成 13 年） 7 月    大阪市立大学大学院医学研究科教授（薬効安全性学）
- 2019年（平成 31 年） 4 月    大阪市立大学大学院医学研究科名誉教授

## 著書
- 『エンドトキシンによる循環障害の薬理学的解』文部科学省科学研究費補助金研究成果報告書、1994
- 『腎微小循環の視覚化による血管収縮ペプチドの薬理作用の解析』文部科学省科学研究費補助金研究成果報告書、1998
- 『免疫抑制薬シクロスポリンAによる腎間質線維化の発症機序に関する研究』文部科学省科学研究費補助金研究成果報告書、2001
- 『シクロスポリンA腎毒性発現機序解明へのミクロアレイとミクロダイセクションの応用』文部科学省科学研究費補助金研究成果報告書、2004.3
- 『カルシニューリン阻害薬による進行性腎間質障害の発症機序と治療戦略』文部科学省科学研究費補助金研究成果報告書、2006.3
- 『薬物性進行性腎障害における腎間質の炎症と慢性低酸素の連関と治療戦略』文部科学省科学研究費補助金研究成果報告書、2008.3